# Micrambyx boulardi
Micrambyx boulardi är en skalbaggsart som först beskrevs av Reé Michel Quentin och Jean François Villiers 1979.  Micrambyx boulardi ingår i släktet Micrambyx och familjen långhorningar.
Artens utbredningsområde är:
- Kenya.
- Rwanda.

Inga underarter finns listade i Catalogue of Life.